# Heijirō Nakayama
Heijirō Nakayama (jap. 中山平次郎 Nakayama Heijirō; ur. 3 czerwca 1871 w Kioto, zm. 29 kwietnia 1956 w Fukuoce) – japoński lekarz, patolog i archeolog. Studiował na Uniwersytecie Cesarskim w Tokio, ukończył studia w 1900 r., a w 1907 r. uzyskał tytuł doktora nauk medycznych i został asystentem w Instytucie Patologicznym Uniwersytetu w Tokio. W latach 1902–1906 w Niemczech i Austrii, pracował m.in. z Edmundem Weilem. Założyciel Towarzystwa Archeologicznego Kiusiu.